# Flamur
Flamur ist ein aus dem Albanischen stammender männlicher Name.

## Beschreibung
Ins Deutsche übersetzt bedeutet er Fahne/Flagge. Der Name kommt vor allem bei Männern vor, die aus Albanien oder aus dem Kosovo stammen.